# Franklin Chang-Diaz
Franklin Ramón Chang-Diaz (San José, 5 aprile 1950) è un ex astronauta e fisico statunitense di nascita costaricana.

## Biografia

### Istruzione
Franklin Chang-Diaz si è diplomato nel 1967 in Costa Rica al Collegio de La Salle, quindi si è trasferito negli Stati Uniti d'America, dove ha studiato alla Hartford High School ad Hartford, Connecticut; terminati gli studi superiori nel 1969, si è iscritto all'università e nel 1973 ha conseguito un bachelor of science in ingegneria meccanica all'Università del Connecticut presso Storrs, seguìto nel 1977 dal dottorato in ingegneria nucleare presso il MIT. Successivamente ha lavorato nel campo della fusione nucleare e nella propulsione dei razzi basata sul plasma.

### Carriera di astronauta
Chang-Diaz è stato selezionato come candidato astronauta dalla NASA nel 1980 ed è stato il primo astronauta della NASA di origine latino-americana. Ha volato in ben 7 missioni dello Shuttle: la STS-61-C (gennaio 1986), la STS-34 (ottobre 1989), la STS-46 (luglio 1992), la STS-60 (febbraio 1994), la STS-75 (febbraio 1996), la STS-91 (giugno 1998) e la STS-111 (giugno 2002) durante la quale ha compiuto un'EVA con Philippe Perrin dove ha contribuito alla costruzione della Stazione spaziale internazionale.

### Carriera dopo la NASA
Attualmente prova i razzi VASIMR (Variable specific impulse magnetoplasma rocket) in Guanacaste, in Costa Rica. Inoltre è professore di fisica alla Rice University e all'Università di Houston.

## Vita privata
Chang-Diaz è sposato con Peggy Marguerite Doncaster ed ha quattro figli. Il padre di Chang-Diaz, benché nato in Costa Rica, è di origine cinese.